# Юновидов, Георгий Юрьевич
Георгий Юрьевич Юновидов (род. 9 октября 1992, Ростов-на-Дону, Ростовская область, Россия) — российский боксёр-профессионал, выступающий в тяжёлой весовой категории.
Мастер спорта России, член сборной России по боксу (2010-е—2020-е годы), бронзовый призёр чемпионата России (2019), многократный победитель и призёр турниров международного и всероссийского значения в любителях.
Победитель командного полупрофессионального турнира «Лига Ставок. Кубок Матч! Боец» (2021).
Лучшая позиция по рейтингу BoxRec — 85-я (апрель 2023) и являлся 7-м среди российских боксёров тяжёлой весовой категории, — входя в ТОП-85 лучших тяжеловесов всего мира.

## Биография
Родился 9 октября 1992 года в городе Ростове-на-Дону Ростовской области, в России.
Окончил Ростовский государственный экономический университет.
Юновидов служит в структурах МВД России, и в 2020 году на соревнованиях по боксу представлял Главное управление МВД России по Ростовской области.

## Любительская карьера
В 10 лет узнал о боксе, увидев на школьной доске почета фото своего брата обвешенного медалями, с надписью «им гордится школа» — он боксёр и мастер спорта! Тогда и у Георгия загорелось желание заниматься боксом, но так как с учёбой не очень получалось, родители стали категорически против этого. В 16 лет Георгий, сначала в тайне от родителей, стал заниматься боксом, а когда они узнали, было уже поздно, и с того момента у него не было ни дня без бокса. Первые свои соревнования он провёл в 18 лет и тогда их проиграл, и проиграл досрочно. В тот момент он стал любить бокс ещё сильнее и сутками проводил время в зале совершенствуя своё мастерство.

### 2019 год
В феврале 2019 года участвовал на представительном международном турнире «Странджа» проходившем в Софии (Болгария), где в 1/8 финала по очкам проиграл грузинскому боксёру Михаилу Бахтидзе.
В ноябре 2019 года завоевал бронзовую медаль чемпионата России проходившего в Самаре, в полуфинале единогласным решением судей проиграв Сергею Калчугину.

### 2020 год
В феврале 2020 года стал победителем в весе свыше 91 кг на чемпионате МВД России по боксу в Казани. Где он в четвертьфинале победил Александра Михеева, затем в полуфинале по очкам победил опытного Магомеда Омарова, и в финале по очкам победил Никиту Стогова.
В сентябре 2020 года в составе сборной команды Южного федерального округа участвовал в командном Кубке России по боксу прошедшем в Ижевске, и был отмечен как один из лучших нокаутёров кубка России по боксу — победив одного из соперников нокаутом в 1-м раунде, а также победив единогласным решением судей другого опытного нокаутёра Омара Айдемирова из команды СКФО.
В конце ноября — начале декабре 2020 года в Оренбурге участвовал на чемпионате России в категории свыше 91 кг, борясь за возможность войти в состав национальной сборной для участия в квалификационном отборочном турнире на Олимпийские игры в Токио. Где в первом раунде соревнований победил Омара Айдемирова, но в 1/8 финала в конкурентном бою по очкам (2-3) уступил Артёму Суслёнкову.

## Профессиональная карьера

### Полупрофессиональный турнир «Кубок Матч! Боец»
В январе 2021 года, на Красной Поляне вблизи города Сочи участвовал в новогоднем полупрофессиональном турнире по боксу «Лига Ставок. Кубок Матч! Боец» — соревновании с призовым фондом в 10 миллионов рублей. Где четыре команды разных боксёров — как любителей которые готовятся к профессиональному боксу так и начинающих профессионалов в прямом эфире телеканала «Матч ТВ» в течение семи дней выясняли, кто из них лучше готов к 2021 году. Победителем турнира стала команда Мурата Гассиева — в которую и входил Георгий Юновидов. В этом турнире он провёл больше всего поединков, — четыре раза выходя в ринге на Красной Поляне, и во всех этих 4-раундовых боях одержал победу, над такими соперниками как: Шигабудин Алиев, Хожиакбар Мамаков, Павел Дорошилов и Артём Сусленков.
И 7 мая 2021 года в Екатеринбурге (Россия) состоялся его профессиональный дебют, когда он победил единогласным решением судей (счёт: 60-54 — трижды) опытного украинца Германа Скобенко (5-7-2, 2 KO).
4 ноября 2021 года в Екатеринбурге досрочно победил нокаутом в 8-м раунде небитого колумбийского нокаутёра Хулио Сезара Калимено (4-0, 4 KO).
19 февраля 2022 года в Екатеринбурге досрочно путём отказа соперника от продолжения боя после 5-го раунда победил аргентинца Леандро Даниэля Робутти (8-5).
7 марта 2023 года в Екатеринбурге (Россия) досрочно нокаутом в 4-м раунде проиграл небитому опытному соотечественнику Арслану Яллыеву (13-0), в бою за вакантный титул чемпиона России в тяжёлом весе.
17 августа 2023 года в Екатеринбурге досрочно техническим нокаутом в 6-м раунде победил опытного соотечественника Игоря Вильчицкого (6-7).
10 февраля 2023 года в Екатеринбурге в вечере бокса Романов - Чжаосинь от RCC Boxing Promotions провел бой с Мирзохиджоном Абдуллаевым (3-2-1) (Узбекистан) и смог одержать досрочную победу в 6 раунде
6 сентября 2024 года на ледовой арене «Трактор» в Челябинске, Россия прошел 10-раундовый бой с 34-летним Виталием Кудуховым (6-1,2 КО) на турнире RCC Boxing. Бой выдался близким, незрелищным с большой работой на ближней дистанции где конечным счётом судей стала близкая победа Георгия 96—94 дважды, а третий ему же со счетом 98—92.

## Статистика профессиональных боёв
В таблице перечислены результаты всех поединков боксёров.
В каждой строке указан результат поединка. Дополнительно номер поединка обозначен цветом, который обозначает итог поединка. Расшифровка обозначений и цветов представлена в нижеследующей таблице.
| Пример | Расшифровка                     |
| ------ | ------------------------------- |
|        | Победа                          |
|        | Ничья                           |
|        | Поражение                       |
|        | Планируемый поединок            |
|        | Поединок признан несостоявшимся |
| КО     | Нокаут                          |
| ТКО    | Технический нокаут              |
| PTS    | Решение судей (по очкам)        |
| UD     | Единогласное решение судей      |
| MD     | Решение большинства судей       |
| SD     | Раздельное решение судей        |
| RTD    | Отказ от продолжения боя        |
| DQ     | Дисквалификация                 |
| NC     | Поединок признан несостоявшимся |

| 11 поединков, 10 побед (6 нокаутом), 1 поражение. | 11 поединков, 10 побед (6 нокаутом), 1 поражение. | 11 поединков, 10 побед (6 нокаутом), 1 поражение. | 11 поединков, 10 побед (6 нокаутом), 1 поражение. | 11 поединков, 10 побед (6 нокаутом), 1 поражение.              | 11 поединков, 10 побед (6 нокаутом), 1 поражение. | 11 поединков, 10 побед (6 нокаутом), 1 поражение.      |
| Бой                                               | Рекорд                                            | Дата боя                                          | Соперник                                          | Место проведения боя                                           | Раундов, время                                    | Дополнительно                                          |
| ------------------------------------------------- | ------------------------------------------------- | ------------------------------------------------- | ------------------------------------------------- | -------------------------------------------------------------- | ------------------------------------------------- | ------------------------------------------------------ |
| 9                                                 | 8-1                                               | 17 августа 2023                                   | Игорь Вильчицкий (6-7)                            | КРК «Уралец», Екатеринбург, Свердловская область, Россия       | RTD 5 (8), 3:00                                   |                                                        |
| 8                                                 | 7-1                                               | 7 марта 2023                                      | Арслан Яллыев (13-0)                              | ДИВС, Екатеринбург, Свердловская область, Россия               | KO 4 (10), 1:04                                   | Бой за вакантный титул чемпиона России в тяжёлом весе. |
| 7                                                 | 7-0                                               | 11 декабря 2022                                   | Викапита Мероро (30-14)                           | ДИВС, Екатеринбург, Свердловская область, Россия               | RTD 4 (8), 3:00                                   | Счёт: 40-35 (трижды).                                  |
| 6                                                 | 6-0                                               | 11 сентября 2022                                  | Виктор Чварков (2-8)                              | ДC «Трактор», Челябинск, Челябинская область, Россия           | UD 8 (8)                                          | Счёт: 80-72 (трижды).                                  |
| 5                                                 | 5-0                                               | 21 мая 2022                                       | Юрий Быховцев (10-24-3)                           | RCC Boxing Academy, Екатеринбург, Свердловская область, Россия | UD 8 (8)                                          | Счёт: 79-73, 80-72 (дважды).                           |
| 4                                                 | 4-0                                               | 19 февраля 2022                                   | Леандро Даниэль Робутти (8-5)                     | RCC Boxing Academy, Екатеринбург, Свердловская область, Россия | RTD 5 (8), 3:00                                   |                                                        |
| 3                                                 | 3-0                                               | 4 ноября 2021                                     | Хулио Сезар Калимено (4-0)                        | RCC Boxing Academy, Екатеринбург, Свердловская область, Россия | KO 8 (8), 1:30                                    |                                                        |
| 2                                                 | 2-0                                               | 26 июня 2021                                      | Отабек Мирзахмедов (1-0)                          | RCC Boxing Academy, Екатеринбург, Свердловская область, Россия | TKO 2 (6), 2:27                                   |                                                        |
| 1                                                 | 1-0                                               | 7 мая 2021                                        | Герман Скобенко (5-7-2)                           | КРК «Уралец», Екатеринбург, Свердловская область, Россия       | UD 6 (6)                                          | Счёт: 60-54 (трижды). Дебют в профессиональном боксе.  |
| Бой                                               | Рекорд                                            | Дата боя                                          | Соперник                                          | Место проведения боя                                           | Раундов, время                                    | Дополнительно                                          |